# Hadena desquamata
Hadena desquamata là một loài bướm đêm trong họ Noctuidae.